# Operação Xepa
Operação Xepa é a operação policial brasileira deflagrada pela Polícia Federal, em 22 de março de 2016. Representa a 26.ª fase da Operação Lava Jato. Trata-se dum desdobramento da 23.ª fase da Lava Jato – a Operação Acarajé – que atingiu o publicitário, João Santana, e sua mulher e sócia, Monica Moura, baseada em informações prestadas pela esposa do publicitário.

## Investigações
A nova fase foi deflagrada após a suspeitas de que a Odebrecht possuía um departamento responsável por fazer pagamentos de vantagens indevidas a servidores públicos em razão de contratos firmados pela empresa.
A operação investiga esquema bilionário de desvio e lavagem de dinheiro envolvendo a Petrobras e empreiteiras. As propinas pagas em dinheiro pela Odebrecht dentro do Brasil e que envolve várias obras, dentre elas, a Arena Corinthians, palco da abertura da Copa do Mundo FIFA de 2014, feita pela construtora Odebrecht, com indícios de propina ao vice-presidente André Luiz de Oliveira. Os investigadores afirmaram que Marcelo Odebrecht, que está preso e já foi condenado, participou ativamente do esquema de pagamento de propinas.
De acordo com a força-tarefa da Lava Jato, a partir do material apreendido na 23ª fase, Operação Acarajé, que prendeu o marqueteiro do PT João Santana e a esposa, foram descobertas planilhas de controle dos pagamentos de propina feitos pela Odebrecht.
| “ | Em relação aos estádios da Copa, temos indicativos de outras fases [da Lava Jato], inclusive de delações que estão em andamento. Nesta fase, foram identificados pagamentos a uma diretoria [da Odebrecht] que cuida especificamente da Arena Corinthians | ” |

Não há ainda o valor exato da corrupção praticada pela Odebrecht, segundo o MPF e a PF. A delegada Renata Rodrigues afirmou, no entanto, que as planilhas verificadas até aqui envolvem somas de no mínimo R$ 66 milhões.

## Mandados
A operação contou com cerca de 380 policiais federais, que cumpriram 110 mandados judiciais nos estados de São Paulo, Rio de Janeiro, Santa Catarina, Rio Grande do Sul, Bahia, Piauí, Minas Gerais, Pernambuco e no Distrito Federal, sendo 67 mandados de busca e apreensão, 28 mandados de condução coercitiva, 11 mandados de prisão temporária e 4 mandados de prisão preventiva.

### Prisão preventiva
- Hilberto Mascarenhas Alves da Silva Filho [4]
- Luiz Eduardo da Rocha Soares [4]
- Olivio Rodrigues Júnior [4]
- Marcelo Rodrigues [4]

### Prisão temporária
- Antônio Claudio Albernaz Cordeiro [4]
- Antônio Pessoa de Souza Couto [4]
- Isaias Ubiraci Chaves Santos [4]
- João Alberto Lovera [4]
- Paul Elie Altit [4]
- Roberto Prisco Paraíso Ramos [4]
- Rodrigo Costa Melo [4]
- Sergio Luiz Neves [4]
- Alvaro José Galliez Novis [4]